# Roberto Perotti
Roberto Perotti (Milano, 7 aprile 1961) è un economista italiano, professore ordinario di economia politica presso l'Università Bocconi di Milano.

## Biografia
Dopo essersi laureato in Discipline economiche e sociali presso l'Università Bocconi, nel settembre 1987 con una tesi su Teoria dei giochi e debito pubblico, ha conseguito un dottorato di ricerca in Economia presso l'MIT (Massachusetts Institute of Technology) nel maggio 1991, avendo come relatori Rudi Dornbusch, Olivier Blanchard e Alberto Alesina.
Successivamente ha conseguito un post-dottorato a Harvard e ha svolto attività di ricerca presso l'università di Tel Aviv (Israele) e la Columbia University (New York). Ha lavorato anche come consulente per diverse organizzazioni internazionali quali la Banca Interamericana di Sviluppo, la Banca centrale europea, la Banca d'Italia e la Banca Mondiale. È successivamente tornato in Italia per insegnare dapprima a Firenze, presso lo European University Institute, e successivamente all'Università Bocconi di Milano. È fra i collaboratori del sito italiano di attualità economica e politica lavoce.info. Alla Bocconi è stato direttore del centro di ricerca IGIER, dal novembre 2006 al novembre 2008. 
Nel 2008 ha pubblicato per Einaudi il libro L'università truccata, fortemente critico verso la ricerca e le università italiane. La validità di alcune metodologie utilizzate da Perotti nel volume è stata oggetto di aspre critiche. Da settembre 2014 a novembre 2015 è stato consigliere economico, a titolo gratuito, del presidente del Consiglio Matteo Renzi, lavorando alla revisione della spesa pubblica assieme al commissario Yoram Gutgeld, incarico da cui si è dimesso, sostenendo che non ci fosse una vera volontà di fare una spending review strutturale, in quanto le scelte politiche adottate dal Governo Renzi erano "misure quantitativamente piccole, ma molto spesso elettorali", vanificando le azioni di riduzione strutturale della spesa proposte.

## Opere
- (con Jurgen von Hagen e Rolf Strauch) Sustainability of Public Finances, Londra, Centre for Economic Policy Research, 1998
- (con Tito Boeri) Meno pensioni, più welfare, Bologna, il Mulino, 2002
- L'università truccata. Gli scandali del malcostume accademico, le ricette per rilanciare l'università, Torino, Giulio Einaudi Editore, 2008
- Status quo. Perché in Italia è così difficile cambiare le cose (e come cominciare a farlo), Milano, Giangiacomo Feltrinelli Editore, 2016
- Falso! Le promesse dei politici e i conti che non tornano, Giangiacomo Feltrinelli Editore, 2018
- (con Tito Boeri) PNRR: La grande abbuffata, Giangiacomo Feltrinelli Editore, 2023